# Blaze (Mortal Kombat)
Blaze es un personaje ficticio en la serie de videojuegos de lucha Mortal Kombat. Hizo su primera aparición en Mortal Kombat Deadly Alliance y posteriormente fue el Jefe final en Mortal Kombat Armageddon.

## Biografía ficticia
Blaze es un elemento del Mundo Exterior que emprendió una búsqueda misteriosa. Los detalles de la búsqueda de Blaze son desconocidos. Blaze tiene control sobre el fuego, aunque el grado de sus capacidades son incontrolables. Haciendo su primera aparición como un cameo en Mortal Kombat II, Blaze era visible solo como una figura incendiaria en el fondo del escenario El Foso, combatiendo contra Liu Kang. Los jugadores llamaron "Torch" al personaje que más tarde sería Blaze, y "Hornbuckle" al otro luchador que se veía, que no era otro que Liu Kang con pantalones verdes. Blaze era una versión cambiada del personaje de Jax, con llamas que cubrían su cuerpo. 
Muchos años más tarde, en Mortal Kombat: Deadly Alliance, Blaze aparecía como uno de sus personajes secretos. Luego, en 2007, aparecería como jefe final en Mortal Kombat: Armageddon.
Blaze fue creado por Delia, la esposa de Argus, y madre de Taven, para hacer una prueba entre Taven y su hermano Daegon. Quien lo matara, sería el protector de Edenia.

## Apariciones en juegos

### Mortal Kombat: Deadly Alliance
Personaje secreto, el cual no tenía Fatalities ni Armas.

#### Biografía
El elemento del Mundo Exterior conocido como Blaze se encontraba en una misión cuando los sacerdotes del Rey Dragón lo capturaron para que vigilara la cámara de incubación donde se encontraba el Huevo del Dragón.

#### Estilos de lucha
- Hapkido
- Xing Yi
- Jeet Kune Do

### Final
Tras haber permanecido mucho tiempo como guardián del Huevo del Dragón, Blaze fue liberado del encanto que lo mantenía cautivo en ese lugar. Ya libre, prosiguió con su búsqueda.

### Mortal Kombat: Armageddon
Es el jefe principal del juego. En el modo Konquest, tras vencer a Daegon, se puede desbloquear a Blaze. Y si se lo derrota, se puede desbloquear también a Taven. Al ser un jefe, no tiene estilos de lucha.

#### Final
El hechizo que usaron los sacerdotes de Onaga para controlar a Blaze hizo alterar el diseño de este.
Al cumplir su misión en la cima de la Pirámide de Argus, ningún combatiente pudo detenerlo y, como predijo Delia, el Armagedón comenzó en ese lugar, destruyendo todos los reinos.
Blaze también aparece en Mortal Kombat Decepción como un personaje que podremos interactuar brevemente en modo conquista.